# William Augustus de Cumberland
 (novembre 2019).
Si vous disposez d'ouvrages ou d'articles de référence ou si vous connaissez des sites web de qualité traitant du thème abordé ici, merci de compléter l'article en donnant les références utiles à sa vérifiabilité et en les liant à la section « Notes et références ».
Pour les articles homonymes, voir Cumberland.
William Augustus de Cumberland  (26 avril 1721 – 31 octobre 1765) est un général britannique, membre de la famille royale britannique.
Il est le sixième enfant et le troisième fils du roi George II de Grande-Bretagne et de la margravine Caroline de Brandebourg-Ansbach.

## Biographie

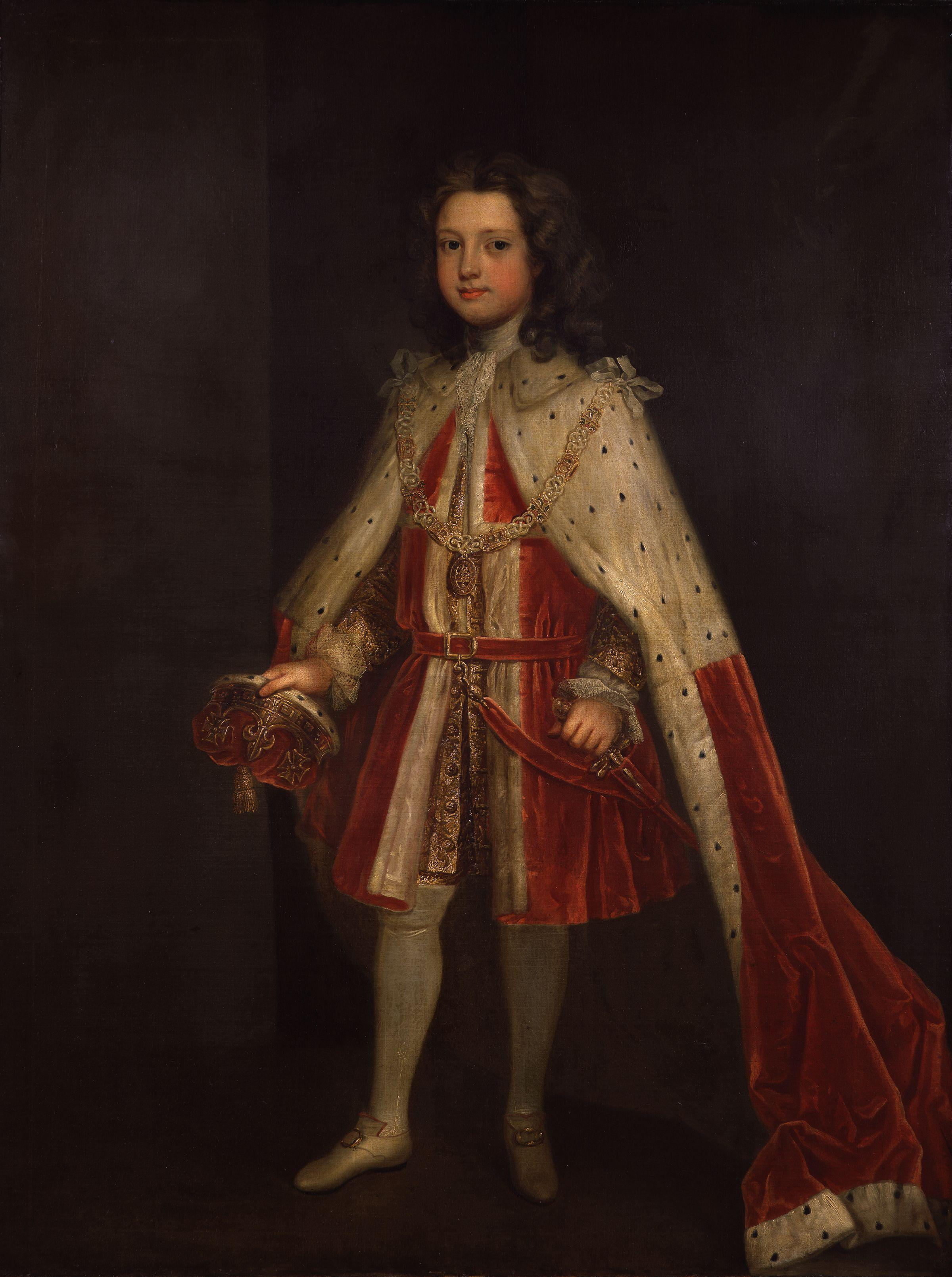
William, vers 1728, par Charles Jervas

### La guerre de Succession d'Autriche

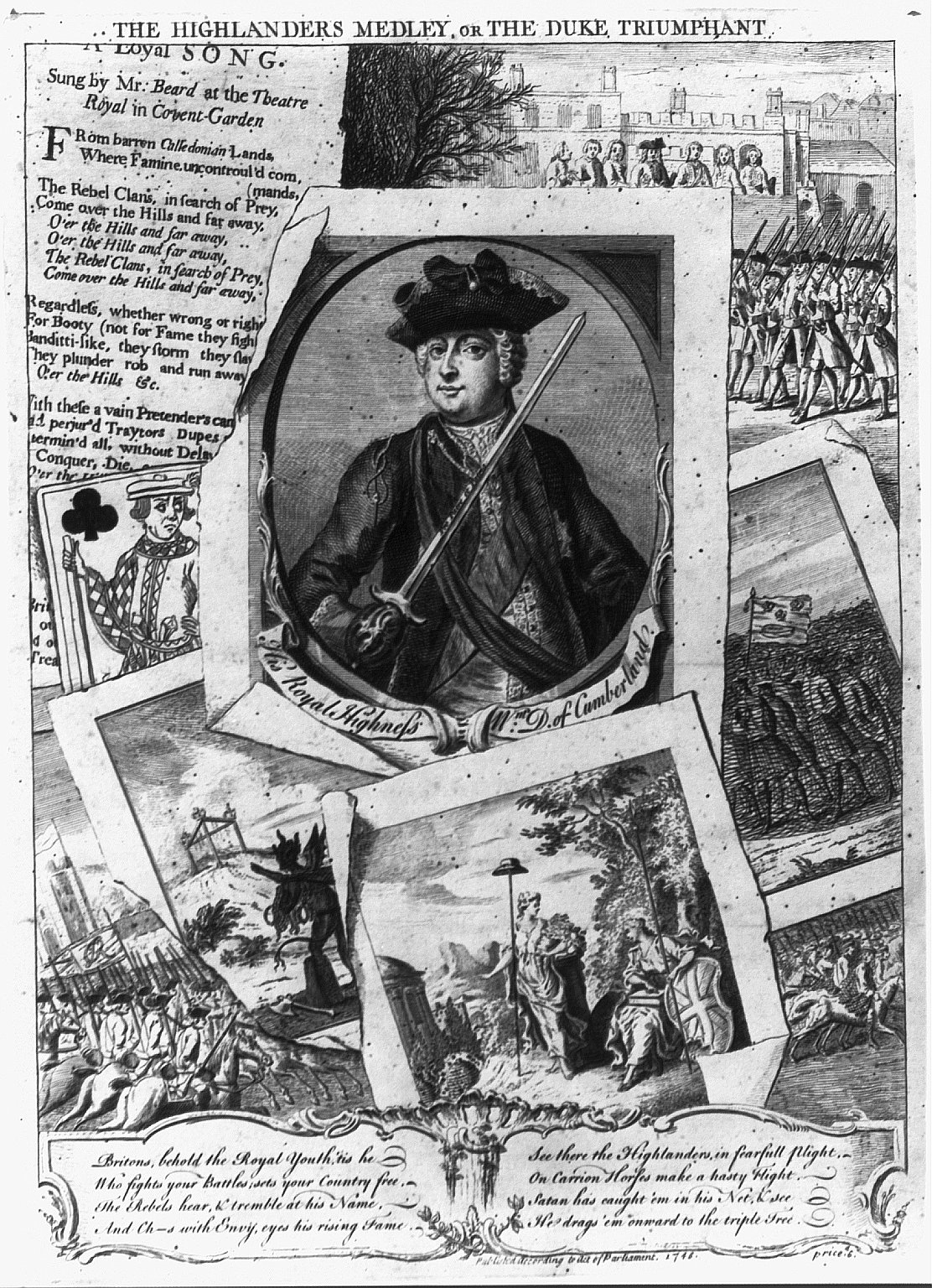
The Highlanders Medley, or the Duke Triumphant, estampe satirique (1746), Librairie du Congrès.

Dès l’enfance, il démontra des signes d’habileté et de courage, et se distingua durant la guerre de Succession d'Autriche à peine âgé de 20 ans. Blessé à la bataille de Dettingen le 27 juin 1743, il devint un héros national. Malgré son courage et ses déclarations à l'emporte-pièce (il aurait dit : « j'irai à Paris ou je mangerai mes bottes. »), il fut défait par les Français à la bataille de Fontenoy, le 11 mai 1745.
En tant que général, il fit preuve de courage et de résolution, même s’il lui arrivait de manquer de tact et de sagesse. Son énergie et sa puissance militaire en firent l’homme tout désigné pour mettre fin à la carrière du prince Charles Édouard Stuart, lors du soulèvement jacobite de 1745-1746.
Rappelé de Flandres, le duc de Cumberland entreprit immédiatement les préparatifs pour mater l’insurrection. Il poursuivit le prince Charles-Édouard, lors de sa retraite, mais se rendant compte de la futilité de cette chasse, il revint à Londres.
Toutefois, les craintes d’un retour du prétendant le poussèrent à reprendre les armes. Le 15 avril 1746, lors de la bataille de Culloden, il ne fit aucun quartier et détruisit l’armée du prince, ce qui mit définitivement fin aux espoirs des jacobites. Il fit exécuter les soldats blessés sur place, les considérant comme des rebelles à la couronne. La sévérité avec laquelle il traita les survivants des troupes jacobites lui valut le surnom de « boucher de Culloden », qu’il conserve encore aujourd’hui dans les Highlands d’Écosse. Il fait mettre à prix la tête de Charles-Édouard Stuart (dit Bonnie Prince Charlie) qui parviendra finalement à regagner la France. Gérard Valin a commenté le contexte de la bataille de Culloden dans son ouvrage : Les Jacobites, la papauté et la Provence (chapitres 8 et 9).
Vaincu par la France à la bataille de Lawfeld, près de Maastricht, le 2 juin 1747, il se consacra à ses devoirs de chef d’armée durant la dizaine d’années de paix qui suivit.

### La guerre de Sept Ans

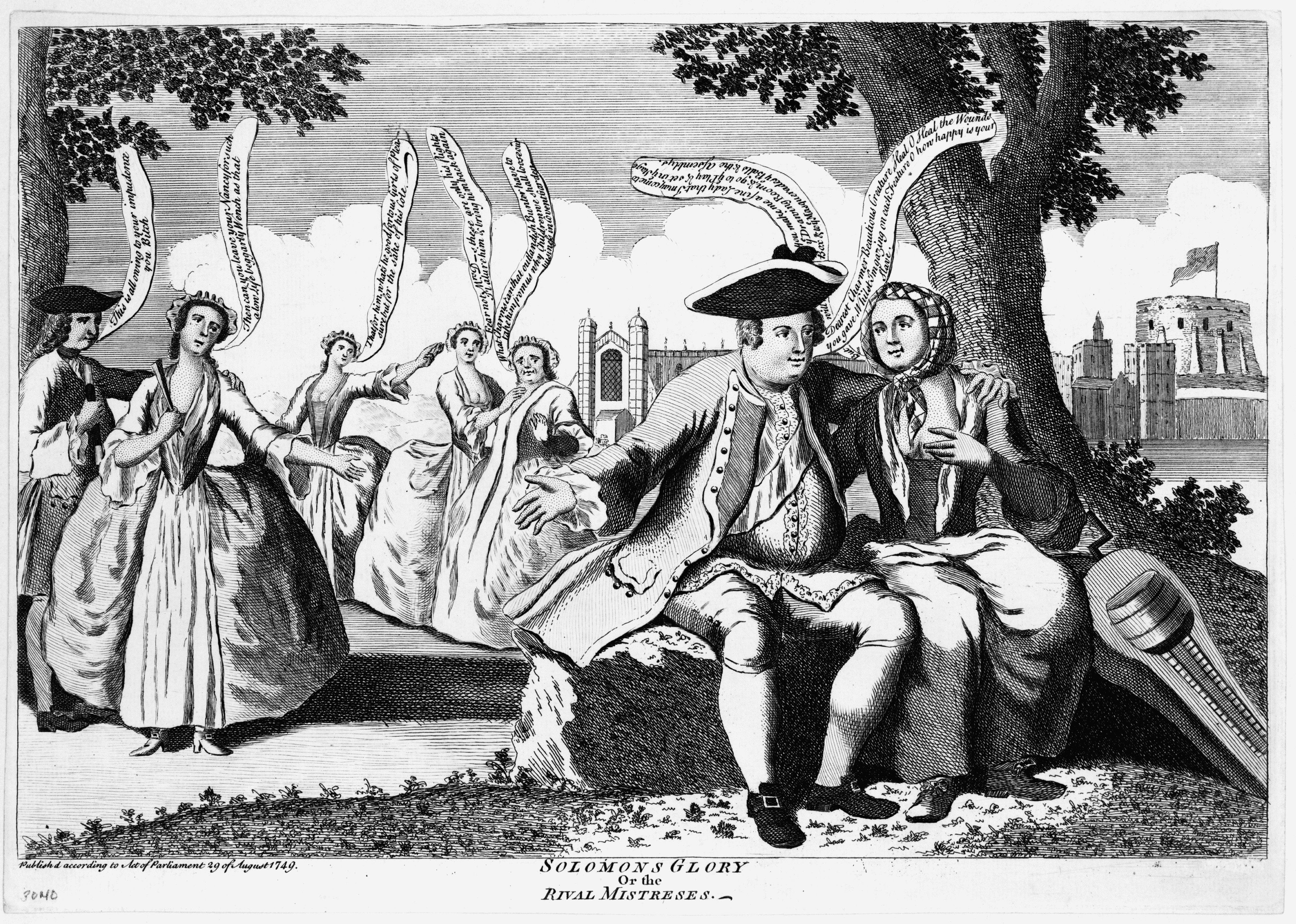
Gloire de Salomon, ou les maîtresses rivales : cette estampe satirique anonyme montre le duc de Cumberland assis sur un banc avec la fille du duc de Savoie. Les maîtresses rivales, jalouses, se tiennent derrière. Au fond apparaissent le château de Windsor et la chapelle d'Eton. Éditée à Londres, 29 août 1749.

Pendant la guerre de Sept Ans, il fut chargé de défendre Hanovre. Vaincu à Hastenbeck le 26 juillet 1757, il dut capituler à Klosterzeven le 8 septembre et évacuer Hanovre. Il ouvrait ainsi aux Français le cœur historique des rois hanovriens de Grande-Bretagne. Il orchestra par la suite le génocide des Acadiens de 1755 à 1762 dans des conditions abominables. C’est lui qui avait imaginé la solution définitive au cas des Acadiens d'origine française : déportation et extermination.[réf. nécessaire]

### Disgrâce et popularité
Sa popularité ayant diminué depuis Culloden, cette défaite compléta sa disgrâce. Il se retira d’abord à Windsor, puis à Londres. Le 1er avril 1764 naissait dans ses écuries Eclipse, le plus célèbre cheval de course du XVIIIe siècle, resté invaincu en compétition. Avec le temps, il recommença à s’intéresser à la politique et contribua à faire renverser les gouvernements de John Stuart Bute et de George Grenville.
Ayant retrouvé la faveur du public, il devint sur le tard aussi populaire que durant sa jeunesse, ayant réussi à faire oublier ses échecs militaires et ses exactions. Quelque temps avant sa mort il tenta de négocier avec William Pitt pour être ramené au pouvoir, mais il échoua.

## Titulature
- Son Altesse Royale le prince William Augustus de Galles (1721-1725)
- Son Altesse Royale le duc de Cumberland (1725-1765)